# Illa Plaza Sur
L'illa Plaza Sur és una petita illa que es troba a les illes Galápagos, a l'oceà Pacífic, a la costa est de l'illa de Santa Cruz. Té una superfície de tan sols 11,9 hectàrees i una altura màxima de 23 metres.
Plaza Sur es va formar per afloracions de lava des del fons de l'oceà. Malgrat la seva petita mida, acull un gran nombre d'espècies i és coneguda per la seva extraordinària flora. Els penya-segats marins acullen un gran nombre d'ocells que hi nidifiquen, com el cua de jonc bec-roig i la gavineta cua de tisora. Destaquen els cactus del gènere Opuntia galapageia, així com una gran colònia d'iguana terrestre de les Galápagos. Durant el període de reproducció de les iguanes hi conflueixen les iguanes marines i les terrestres, donat lloc a una població única d'iguana híbrida. Depenent de l'estació, la vegetació de Sesuvium canvia de color, passant del verd durant l'estació de pluges al taronja i violeta durant l'estació seca.
L'illa va rebre el nom en honor a un president equatorià, el General Leónidas Plaza.